# Apóbata

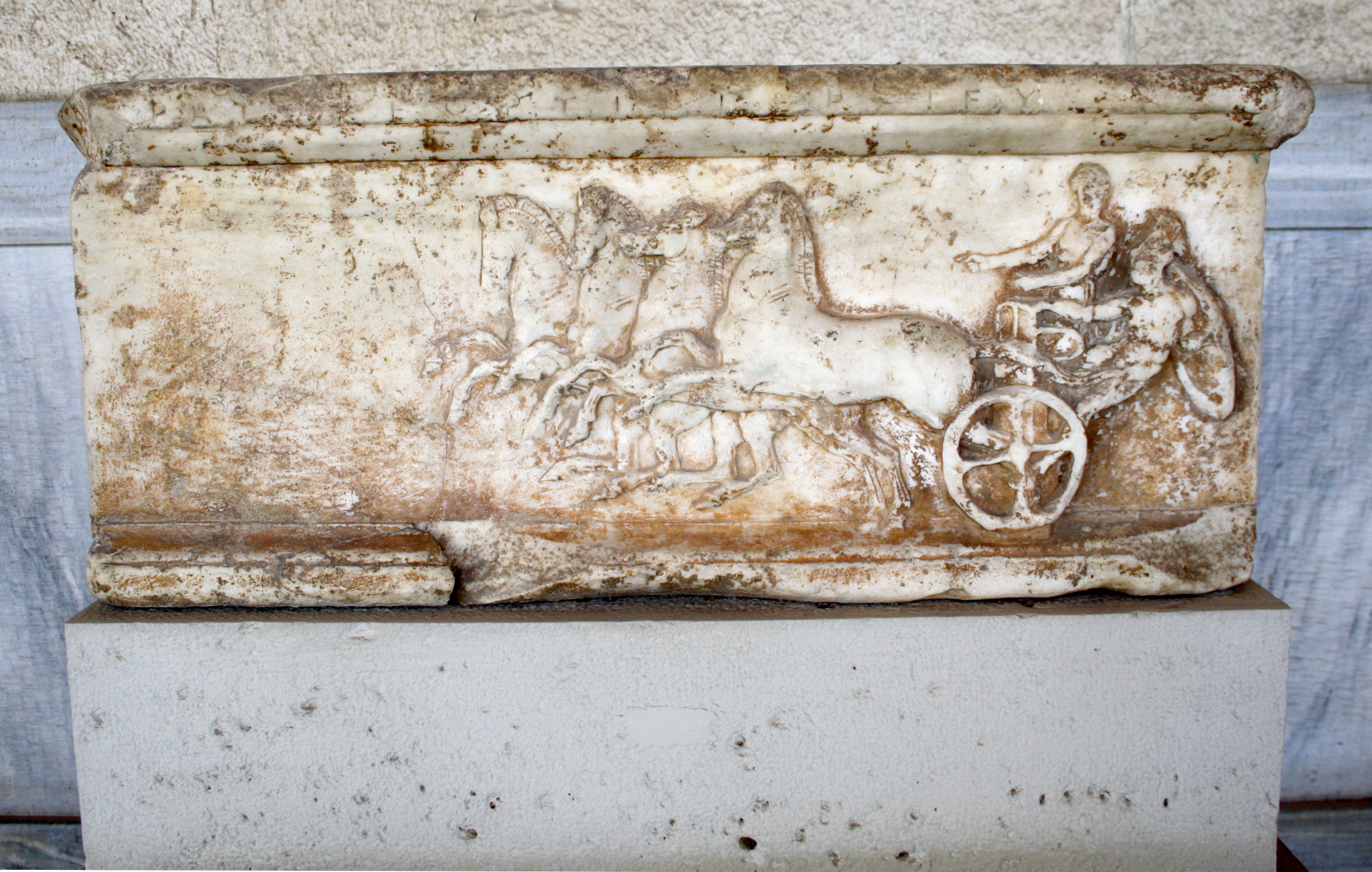
Apóbata victorioso. Exhibido en la Stoa de Átalo

Apóbata (griego antiguo ’ἀποϐάτης/apobátês, en plural apobatai) en la Antigua Grecia, y también en la Antigua Roma, era un participante de una peculiar modalidad de carrera de carros en la que debían saltar del carro. 
En la festividad de las Panateneas era una de las competiciones que estaba reservadas para atenienses. No se conoce con exactitud la forma en que se desarrollaba, puesto que algunos autores creen que los apóbatas iban en el interior de un carro conducido por un auriga y en un momento determinado debían saltar de carro y acabar la carrera a pie, pero otros opinan que los apóbatas tenían que desmontar y volver a montar el carro en varios momentos a lo largo de la carrera. Según Harpocración, otra zona de Grecia donde se practicaba esta modalidad era Beocia.
Este ejercicio se ejecutaba tanto en una cuadriga, como en una biga, como con uno o dos caballos en libertad, al estilo de los caballistas del circo moderno.
Existen representaciones de escenas de las carreras de apóbatas, entre otras, en los bajorrelieves del friso norte del Partenón, concretamente de las competiciones que se celebraban en las Panateneas. En ellas, los apóbatas vestían un quitón e iban armados con escudo y casco.